# تپه دکل شرف‌آباد
تپه دکل شرف آباد مربوط به هزاره اول قبل از میلاد است و در شهرستان ورزقان، بخش مرکزی، دهستان سینا، ۱/۵ کیلومتری جنوب روستای شرف آباد واقع شده و این اثر در تاریخ ۲۷ اسفند ۱۳۸۷ با شمارهٔ ثبت ۲۶۴۲۰ به‌عنوان یکی از آثار ملی ایران به ثبت رسیده است.